# Microlechia rhamnifoliae
Microlechia rhamnifoliae is een vlinder uit de familie tastermotten (Gelechiidae). De wetenschappelijke naam is voor het eerst geldig gepubliceerd in 1931 door Amsel & Hering.
De soort komt voor in Europa.